# Klepáčov
Klepáčov (německy Kleppel) je část obce Sobotín v okrese Šumperk.

## Název
Do jména vesnice se dostalo středověké německé klëpe či jeho varianta klöppel - "předhůří, horský výběžek". České jméno bylo z německého vytvořeno až ve druhé polovině 19. století přichýlením ke jménu Klepačova u Blanska.

## Historie
Klepáčov byl založen kolem roku 1594 na území panství Velké Losiny, po oddělení panství vízmberského připadl k němu. Po roce 1945 se obec postupně vylidňovala, stala se pouhým rekreačním sídlištěm. V roce 1949 byla obec připojena k Rudolticím a s nimi v roce 1961 k Sobotínu.

## Vývoj počtu obyvatel
(údaje z Vlastivědy šumperského okresu)
- 1677 - 35 usedlých
- 1834 - 407 obyvatel v 59 domech
- 1900 - 304 obyvatel v 65 domech
- 1950 - 54 obyvatel ve 38 domech
- 1991 - 3 obyvatelé v jediném trvale obydleném domě

## Kulturní památky
V katastru obce jsou evidovány tyto kulturní památky:
- Dřevěný kostelík sv. Jana Nepomuckého - jednolodní dřevěný barokní kostel z roku 1783; k areálu patří ještě:
  - Kamenný kříž - kamenická práce z počátku 19. století